# Job (Bischof)
Job (* als Richard John Osacky am 18. März 1946 in Chicago; † 18. Dezember 2009 in Maumee, Ohio) war ein orthodoxer Erzbischof und Bischof der Diözese des Mittleren Westens der Orthodoxen Kirche in Amerika.

## Leben
Richard John Osacky studierte an der Northern Illinois University in DeKalb, Illinois, und am Saint Tikhon Seminary in South Canaan, Pennsylvania. 1970 wurde er Kantor und Leiter der Jugendarbeit in der Pfarrei Saint John the Baptist Church in Black Lick, Pennsylvania. Später wurde er verantwortlicher Seelsorger für die orthodoxen Gottesdienste sowie die Durchführung von Religionsunterricht und Jugendarbeit, Ikonen und Malerei. Sein Engagement für die Jugendarbeit wurde überregional gewürdigt. 1973 wurde er zum Diakon geweiht und in die Priesterschaft von Bischof Theodosius von Pittsburgh (später: Metropolit Theodosius von Amerika und Kanada) aufgenommen. Neben seiner seelsorgerischen Tätigkeit war er Hochschulseelsorger für die Indiana University in Pennsylvania.
1975 wurde Job als zölibatärer Priester („Vater Job“) Priestermönch und 1982 mit der üblichen Tonsur versehen. Zudem wurde er 1982 zum Archimandrit ernannt. Die Heilige Synode der orthodoxen Kirche in Amerika wählte ihn zum Bischof von Hartford und der Diözese von New England. Die Bischofsweihe fand am 29. Januar 1983 durch den Primas Theodosius Lazor in der All Saints Church in Hartford, Connecticut, statt. Auf der Synode vom 5. November 1992 wurde Job zum Bischof der Diözese von Chicago und dem Mittleren Westen ernannt. Er wurde als Bischof von seiner Heimatstadt in der Holy Trinity Cathedral am 6. Februar 1993 inthronisiert. Bischof Job engagierte sich für die zahlreichen neuen Pfarreien in der Diözese.
In Anerkennung seiner mehr als zwanzig Jahren erfolgreichen Arbeit als Erzpriester wurde ihm auf der Heiligen Synode 2004 der persönliche Titel eines Erzbischofs verliehen. Erzbischof Job wurde in den letzten Jahren national bekannt, als er gegen angebliche finanzielle Misswirtschaft und Korruption der Kirchenführung vorging.
Er galt als Spezialist für Ikonographie und war als renommierter Ikonologist gefragter Vortragender.